# Neubauhof (Markt Einersheim)
Neubauhof (fränkisch: Neubauhouf bzw. Neubau) ist ein Gemeindeteil des Marktes Markt Einersheim im unterfränkischen Landkreis Kitzingen. Neubauhof liegt in der Gemarkung Markt Einersheim.

## Geografische Lage
Das Gut liegt im äußersten Osten der Gemarkung Markt Einersheim. Nördlich beginnt das Gemeindegebiet von Iphofen, der Gemeindeteil Birklingen liegt dem Hof am nächsten. Im Osten befindet sich der Josephshof auf der Gemarkung von Ziegenbach, einem Markt Bibarter Gemeindeteil im mittelfränkischen Landkreis Neustadt an der Aisch-Bad Windsheim. Südlich des Hofes liegt Possenheim, ebenfalls ein Iphöfer Gemeindeteil, im Westen Iphofen selbst. Die Wüstung Sackshof liegt auf dem Gebiet des Gemeindeteils. Durch Neubauhof verläuft der Fränkische Marienweg.

## Geschichte
Der Ortsname des Hofes ist eng mit der in unmittelbarer Nähe befindlichen Burg Speckfeld verbunden. Ein Wirtschaftshof war für die Verwaltung der Schlossgüter verantwortlich. So befand sich hier zunächst der Sackshof, der allerdings vor dem 17. Jahrhundert aufgegeben wurde. Nachfolger wurde in der zweiten Hälfte des 17. Jahrhunderts der Neubauhof.
Erstmals erwähnt wurde der Neubauhof im Jahr 1686. Damals war das Gut dem Dorf Einersheim zugeordnet und der „Neue Bau“ wurde von dem Bauern Leonhard Rescher bewirtschaftet. Gegen 1700 nannte man das Gehöft lediglich „Hof“, ehe es 1701 wieder als der „neue Bau“ erwähnt wurde. Damals besaß ihn der herrschaftliche Landwirt Elias Henninger. In einer Rechnung des Jahres 1716 wurde der „Newe Hoffbaw“ unterhalb der Burg Speckfeld aufgeführt.
Im Jahr 1739 wurde die Anlage ausführlich beschrieben. Es handelte sich um einen großen Hof mit Gemächern für die Herrschaft. Genutzt wurden diese allerdings überwiegend vom sogenannten Feldvogt, einem Verwalter, und den Schloss-Feldbauern, sowie ihrem Gesinde. 1739 war der Hof im Besitz der Schenken von Limpurg und soll vom letzten Spross der Sontheimer Linie, Vollrath, erbaut worden sein.
Zwischen 1739 und 1769 kam es zu einem Besitzerwechsel und die Hochstifte Würzburg und Bamberg kamen gemeinsam in den Besitz des Hofes, der 1791 „Neühof“ genannt wurde. Im Jahr 1799 bestand der Neubauhof aus zwei Gehöften, dem Neubauhof und dem Josephshof. Im 19. Jahrhundert, kam der Hof nach der Auflösung der Hochstifte in private Hände. So saß im Jahr 1834 der Standesherr Graf Rudolph von Rechteren-Limpurg auf dem Hof. Er hatte den Hof am 7. Dezember 1812 vom Possenheimer Posthalter Sebastian Arnold erworben.
Mit dem Gemeindeedikt (frühes 19. Jahrhundert) wurde Neubauhof dem Steuerdistrikt Iphofen und der Ruralgemeinde Possenheim zugeordnet. Spätestens 1837 kam Neubauhof zur Gemeinde Einersheim.
Im Jahr 1945 wurde durch Kriegseinwirkung der Josephshof zerstört. Daraufhin legte man seine Flächen mit dem Neubauhof zusammen. 1946 bewirtschaftete Baron von und zu Massenbach als Schwiegersohn der Herren von Rechteren-Limpurg den Hof. Er verkaufte die Anlagen 1966. Es gelangte in die Hände eines Düsseldorfer Landwirts, der ihn verpachtete. Die Pacht lief 1992 aus und die Ackerflächen des Hofes wurden an drei verschiedene Bauern aufgeteilt.

### Ehemaliges Baudenkmal
- Ehemaliger Meiereihof des Schlosses Speckfeld, nach dem Ende des Dreißigjährigen Kriegs (1648) neu erbaut. – Langgestrecktes, zweigeschossiges Wohnstallhaus mit Satteldach, erste Hälfte des 19. Jahrhunderts. Erdgeschoss verputztes Bruchsteinmauerwerk mit hausteinverstärkten Ecken, Obergeschoss und Giebel aus konstruktiven Fachwerk mit rot bemalten Balken und verputzten Gefachen. Südlich vier stehende Dachgaupen. Im dreigeschossigen Ostgiebel Diagonalstreben.[12]

### Einwohnerentwicklung
| Jahr      | 001818 | 001836 | 001840 | 001861 | 001871 | 001885 | 001900 | 001925 | 001950 | 001961 | 001970 | 001987 |
| Einwohner | 8      | 7      | 7      | *      | 14     | 13     | 12     | 23     | 24     | 27     | 9      | 8      |
| Häuser    | 1      | 1      | 1      |        |        | 1      | 1      | 2      | 2      | 2      |        | 3      |
| Quelle    | [ 7 ]  | [ 9 ]  | [ 14 ] | [ 15 ] | [ 16 ] | [ 17 ] | [ 18 ] | [ 19 ] | [ 20 ] | [ 21 ] | [ 22 ] | [ 1 ]  |

## Religion
Neubauhof ist evangelisch-lutherisch geprägt und nach St. Matthäus (Markt Einersheim) gepfarrt.